# Talk Talk Talk
Talk Talk Talk è un singolo del cantante australiano Darren Hayes, pubblicato nel 2011 ed estratto dall'album Secret Codes and Battleships.

## Tracce
- Download digitale

1. Talk Talk Talk (radio edit) – 3:39
2. Angel – 4:22